# Waya
Waya – wyspa w Fidżi, na Oceanie Spokojnym, w archipelagu Yasawa. Jest długa na 6,5 km i szeroka na 5 km, kształtem przypomina literę H. Główną osadą na wyspie jest położona na jej południowym wybrzeżu Yalobi. Wyspa połączona jest mierzeją z Wayasewa.